# کوبا گودینگ جونیور
کوبا گودینگ جونیور (به انگلیسی: Cuba M. Gooding, Jr) (زادهٔ ۲ ژانویهٔ ۱۹۶۸) یک بازیگر اهل آمریکایی است که پس از نقش آفرینی در فیلم پسرا تو محله (۱۹۹۱) شناخته شد، و برنده جایزه اسکار بهترین بازیگر نقش مکمل مرد در نقش یک ستاره فوتبال در فیلم جری مگوایر (۱۹۹۶) شد.

## زندگی
مادرش خواننده و پدرش رهبر ارکستر است. او دو برادر و یک خواهر دارد. یکی از برادرانش نوازنده و دیگری (عمر گودینگ) بازیگر است. بخاطر شغل پدرش، همهٔ خانواده به لس آنجلس نقل مکان کردند. دو سال بعد پدرشان ترکشان کرد. کوبا در حین نمایش عنوان کرد که پدرش آن‌ها را ترک کرده. او و خانواده اش در هتل‌های سطح نیویورک زندگی می‌کردند. مادرش او را بزرگ کرد. او چهار بار مدرسه عوض کرد و سه بار به عنوان نمایندهٔ کلاس انتخاب شد.

## شغل
او در المپیک تابستانی سال ۱۹۸۴ کنار خواننده، لیونل ریکی، به رقص می‌پرداخت. بعد از دبیرستان، کوبا سه سال به فراگیری علوم رزمی ژاپنی پرداخت. در ۱۹۸۱ در چند نمایش حضور داشت و در سال ۱۹۹۱ در اولین فیلم سینمایی خود ظاهر شد.
در سال ۱۹۹۶ در فیلم جری مگوایر نقش یک فوتبالیست عصبی که در لبهٔ از دست دادن شغلش قرار داشت را بازی کرد. این فیلم موفق از آب درآمد و باعث شد جایزهٔ اسکار بهترین بازیگر مکمل را دریافت کند. او نقش قابل توجهی را در فیلم «از این بهتر نمی‌شه» ایفا کرد. کارهای او در سال‌های بعد موفق از آب درآمدند. البته بین آن‌ها در کارهایی هم مانند «سفر با قایق»(۲۰۰۲)، «ناربیت»(۲۰۰۷) و «اردوگاه روزانه پدر»(۲۰۰۷) بازی کرد که نه نظر مثبت منتقدان را دربرداشت و نه فروش خوبی کرد.
گودینگ همچنین در فیلم «قتل کلاغ‌ها» حضور یافت که البته اولین فیلمی بود که در کنار دوست دیرینه‌اش به تهیه‌کنندگی پرداخت. این اولین تلاش گودینگ برای تهیه‌کنندگی بود. در سال ۲۰۰۲، او به عنوان «مشاهیر هالیوود» یک ستاره دریافت کرد.

## بازیگری
- سفر به آمریکا (۱۹۸۸) - حضور کوتاه
- آواز (۱۹۸۹) - حضور کوتاه
- پسرای محله (۱۹۹۱) - اولین نقش اول
- چند مرد خوب (۱۹۹۲) - حضور کوتاه
- شب داوری (۱۹۹۳)
- جک برق‌آسا (۱۹۹۴)
- منفجر شده (۱۹۹۴)
- شیوع (۱۹۹۵)
- گم شدن اشعیا (۱۹۹۵)
- جری مگوایر (۱۹۹۶)
- بهتر از این نمی‌شه (۱۹۹۷)
- چه رؤیاهایی که می‌آیند (۱۹۹۸)
- قتل کلاغ‌ها (۱۹۹۸)
- غریزه (۱۹۹۹)
- عامل خنک‌کننده (۱۹۹۹)
- مردان افتخار (۲۰۰۰)
- پرل هاربر (۲۰۰۱)
- سگ‌دو (۲۰۰۱)
- زولندر (۲۰۰۱) حضور کوتاه
- سگ‌های برفی (۲۰۰۲)
- سفری با قایق (۲۰۰۲)
- وسوسه‌های مبارزه (۲۰۰۳)
- رادیو (۲۰۰۳)
- خانه‌ای در مزرعه (۲۰۰۴) - صدا پیشه
- مشت بازی (۲۰۰۵)
- کثیف (۲۰۰۵)
- پایان بازی (۲۰۰۶)
- نوربیت (۲۰۰۷) حضور کوتاه
- روز اردو با پدر (۲۰۰۷)
- سرزمین قبل از تاریخ: دوستان خردمند (۲۰۰۷) صداپیشه
- عشق چیست؟ (۲۰۰۷)
- قهرمان تحت تعقیب (۲۰۰۸)
- هارولد (۲۰۰۸)
- مرزبان (۲۰۰۸)
- روش جنگ (۲۰۰۹)
- مقبره شیطان (۲۰۰۹)
- وهم‌ها و دروغ‌ها (۲۰۰۹)
- سر سخت (۲۰۰۹)
- چرخش اشتباه به تاهو (۲۰۰۹)
- لحظه انتقام (۲۰۱۱)
- قربانی (۲۰۱۱)
- فهرست مرگ (۲۰۱۱)
- دم‌قرمزها (۲۰۱۲)
- یکی در اتاق (۲۰۱۲)
- دان جان (۲۰۱۳) - حضور کوتاه
- فریب مطلق (۲۰۱۳)
- دوران زندگی یک شاه (۲۰۱۴)
- سرخدمتکار (۲۰۱۳) - حضور کوتاه
- ماچته می‌کشد (۲۰۱۳) - حضور کوتاه
- آزادی (۲۰۱۴)
- سلما (۲۰۱۴)
- بایو خاویار (۲۰۱۸) - همچنین کارگردان
- زندگی در یک سال (۲۰۲۰)
- اسلحه (۲۰۲۳)
- اسکلت در گنجه (۲۰۲۴)
- جوخه تیراندازی (۲۰۲۴)
- سقوط فرشتگان: جنگجویان صلح (۲۰۲۵)
- آتنا کریسمس را نجات می‌دهد (۲۰۲۵)